# Siselen
Siselen, appelée Zezèle en français[réf. nécessaire], est une commune suisse du canton de Berne, située dans l'arrondissement administratif du Seeland.

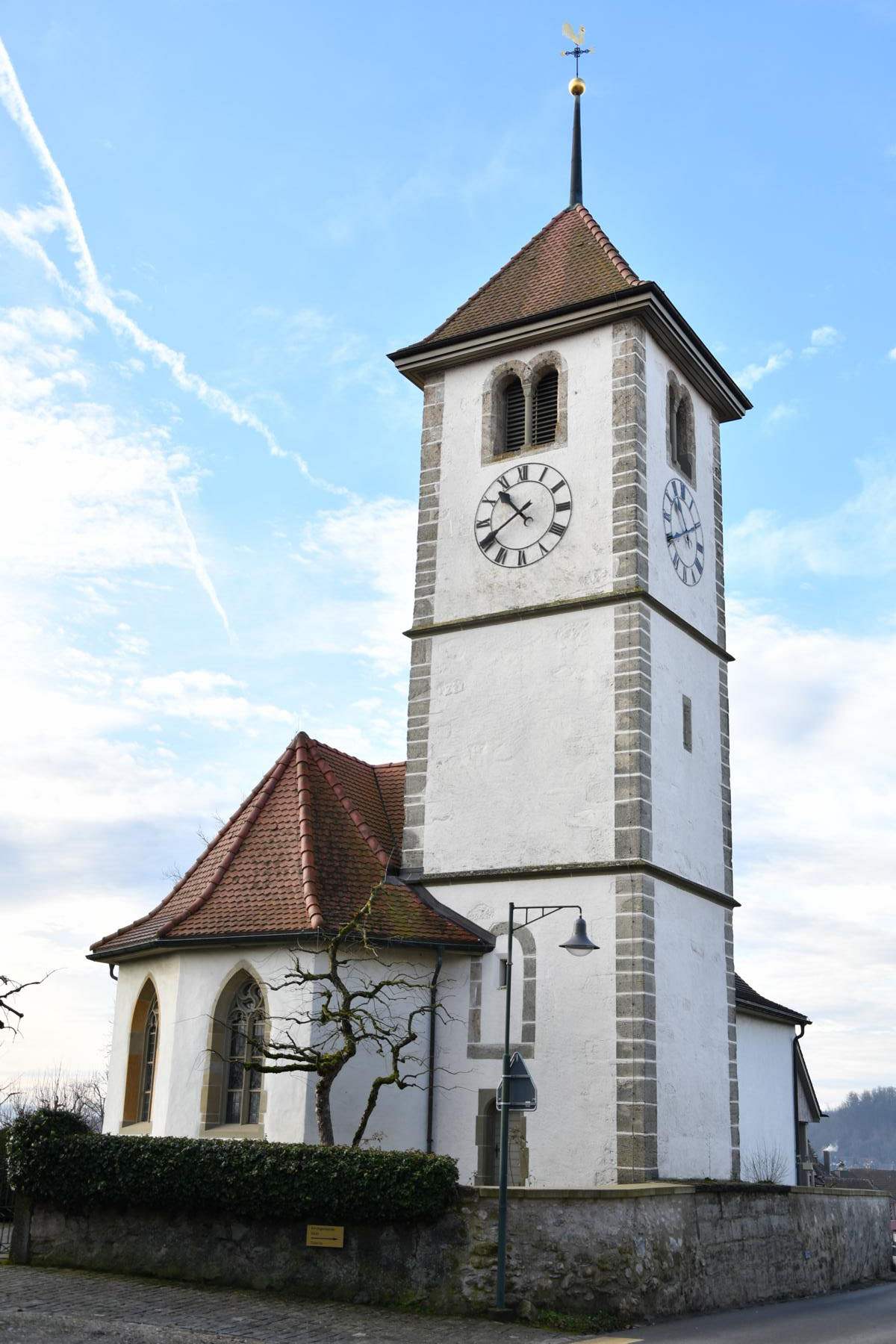
Siselen.

## Transport
- Sur la ligne Bienne–Täuffelen–Anet, appartenant à l’entreprise de transport Aare Seeland mobil (ASm).